# ナガセケイ
ナガセ ケイ（ながせ けい、1968年8月25日 - ）は、日本の俳優・モデルである。東京都出身。身長181cm、スリーサイズはB98 W76 H96、靴のサイズ27.5cm。特技は水泳と料理。所属事務所はケイエムシネマ企画。

## 来歴・人物
1988年第一回ジュノン・スーパーボーイ・コンテストで本名の中内 馨(なかうち けい)の名前で大賞受賞。1992「MEN'S CLUB」モデルグランプリ受賞。

## 出演

### テレビドラマ
- 略奪愛・アブない女 (1998、TBS)
- コワイ童話 人魚姫(1999、TBS)
- ビューティ7(2001、日本テレビ)
- 君ならできる-高橋尚子・小出監督物語(2001、テレビ朝日)
- 27歳の夏休み(2005、TBS)
- 鉄道捜査官6(2005、テレビ朝日)
- 着信アリ(2005、テレビ朝日)
- ギャルサー(2006、日本テレビ)
- 59番目のプロポーズ(2006、日本テレビ)
- 法医学教室の事件ファイル(2006、テレビ朝日)
- 相棒(2006、テレビ朝日)
- おかわり飯蔵(2007、テレビ東京)
- まるまるちびまる子ちゃん 秋の豪華2時間スペシャル!(2007、フジテレビ)
- 有閑倶楽部(2007、日本テレビ)
- 未来世紀シェイクスピア（2008、関西テレビ） - タイガー役
- 仮面ライダーW（2010年、テレビ朝日）第19話 - 池田晋也役
- まれ（2015年 NHK） - 勝浦マコト役（写真）
- 逃亡医F 第5話 - 第7話（2022年2月12 - 26日、日本テレビ）- ホームレス 役

### 映画
- 東京攻略 (2000)
- 自殺サークル (2001)
- カナ子 (2002)
- バラメラバ (2004)
- 愛してよ (2004)
- FLOWERS＊ (2004)
- キッチンタイマー (2005)
- ミラーマンREFLEX (2006) - 真壁清彦 役
- アクエリアンエイジ (2007)
- グラスホッパー (2015)
- 岬の兄妹 (2018) - 坂本 役
- 呪い返し師—塩子誕生（2022年）- 詐欺師ナガサキに憑く地獄霊 役

### 舞台
- 月の光 (1998)
- 贈るこころ (1999)
- なみうちぎわ北 (2000)
- キューピーマジック「ムーンライト・セレナーデ」 (2000)
- キューピーマジック「最後のブラッディ・マリー」 (2000)
- キューピーマジック「僕と真夜中の僕」 (2001)
- キューピーマジック「黒いスーツのサンタクロース」 (2001)
- キューピーマジック「大きな銀杏の樹の下の小さな泉」 (2002)
- キューピーマジック「黒いスーツのサンタクロース」 (2003)
- おにぎりスキッパーズ2「みまもり刑事Z　フラッシュ！」（2009）
- おにぎりスキッパーズ2「真・侍ヘンドリクス」（2010）
- おにぎりスキッパーズ2「セマセマ」(2010)
- おにぎりスキッパーズ2「歪な王子」(2011)
- おにぎりスキッパーズ2「みまもりゼロ」(2012)
- おにぎりスキッパーズ2「今夜、そこから見下ろして」(2013)

### ファッションショー
- 春夏THEME Fashion Show in Hongkong 1995年
- 秋冬D-MOP Fashion Show in Hongkong 1995年
- 秋冬東京コレクション Apris seize（ヤジマタケシ） 1996年
- Men's Club Collective'97 1997年